# Nicolai Aagesen
Nicolai Aagesen (3. maj 1783 i København – 13. februar 1861 i København) var en dansk nationalbankdirektør, far til Andreas Aagesen.
Han blev født 3. maj 1783 i København som søn af generalkrigskommissær Søren Aagesen, privat dimitteret 1799, juridisk kandidat 1802, underkancellist i Kancelliet 1803, kancellist 1806, kancellisekretær samme år, assessor i Overretten i København 1809, justitiarius i Københavns Søret 1816, justitsråd 1817, direktør i Nationalbanken 1821, tillige ekstraordinær assessor i Højesteret 1824, etatsråd 1826, kgl. direktør for Nationalbanken 1838, konferensråd 1846, Kommandør af Dannebrog 1853 og døde i København 13. februar 1861.
Han blev i året 1818 gift med Julie Augusta Drewsen (16. maj 1799 – 27. oktober 1847), datter af Christian Drewsen, ejer af Strandmøllens papirfabrik, og Anna Christine Dorothea f. Lassen. Han nød megen anseelse i de forskellige embedsstillinger, han beklædte.